# Canó de Reus
El Canó de Reus és un element del Seguici Festiu de la ciutat que surt a anunciar la Festa Major. També s'anomena Canó de la Festa.
Els canons de festa són fets a imitació dels canons reals però de fusta i s'utilitzen des d'antic per anunciar les festes. A Reus s'utilitzaven per anunciar el Carnaval i les festes de barri. Està documentada la seva sortida pel 20 de gener, Sant Sebastià, antiga festa major d'hivern de la ciutat, que era el dia que començaven les activitats de Carnestoltes. La Societat El Olimpo sortia amb un canó que anava disparant i recorria els carrers anunciant la temporada de balls de màscares i festes diverses. A Reus s'han conservat dos canons d'aquest tipus, un el guarda el Museu d'Art i Història, i l'altre la Pirotècnia Espinós, que el deixava a l'ajuntament de Poboleda per a la seva Festa major.
Diverses pirotècnies tenien canons, que llogaven o cedien a colles de carnaval i a entitats, en funció de la compra d'una determinada quantitat de càrregues de pólvora, cosa que permetia sortir diverses vegades a l'any, per ambientar festes.
El Canó s'incorpora a les Festes de Reus el 2002, tant a la programació de Corpus com a les Festes Majors. És un canó de fusta, a imitació dels antics, que dispara canonades, a partir de les ordres d'un capità imaginari vestit de militar d'època, per tot el centre de la ciutat. L'acompanyen una colla de cantadors i músics que amb el ritme de la música repassa, sense pólvora però amb un fort xivarri, l'actualitat i les xafarderies de Reus en forma de versots i que, naturalment, s'anomenen canonades.
| « | Acosteu-se si voleu sentir quatre animalades i no us tapeu les orelles que arriben les canonades. | » |

(Versot d'inici de les canonades del Canó de les Festes)